# Ed Mann
Pour les articles homonymes, voir Mann.
Edward L. Mann est un percussionniste américain né le 14 janvier 1955 dans le New Jersey et mort le 31 mai 2024. Il est principalement connu pour avoir accompagné Frank Zappa de septembre 1977 à juin 1988 : il a participé à une trentaine d'albums de Zappa, enregistrés tant en studio que live.

## Discographie

### Avec Frank Zappa
- Zappa in New York (1978)
- Sheik Yerbouti (1979)
- Joe's Garage (1979)
- Tinsel Town Rebellion (1981)
- Shut Up 'N' Play Yer Guitar (1981)
- You Are What You Is (1981)
- Ship Arriving Too Late to Save a Drowning Witch (1982)
- The Man From Utopia (1983)
- Baby Snakes (1983)
- London Symphony Orchestra, Vol. 1 (1983)
- Them or Us (1984)
- Thing-Fish (1984)
- Frank Zappa Meets The Mothers Of Prevention (1985)
- Jazz from Hell (1986)
- London Symphony Orchestra, Vol. 2 (1987)
- Guitar (1988)
- You Can't Do That on Stage Anymore, Vol. 1 (1988)
- You Can't Do That on Stage Anymore, Vol. 3 (1989)
- The Best Band You Never Heard in Your Life (1991)
- Make A Jazz Noise Here (1991)
- You Can't Do That on Stage Anymore, Vol. 4 (1991)
- You Can't Do That on Stage Anymore, Vol. 5 (1991)
- You Can't Do That on Stage Anymore, Vol. 6 (1991)
- Frank Zappa Plays The Music Of Frank Zappa (1996)
- Halloween (2003)
- QuAUDIOPHILIAc (2004)
- Trance Fusion (2006)
- The Dub Room Special! (2007)
- One Shot Deal (2008)

### Discographie en solo
- Get Up (1988)
- Perfect World (1991)
- Global Warming (1994)
- Have No Fear (1997)
- (((GONG))) Sound Of Being (1998)